# Georg Hörnschemeyer
Georg Hörnschemeyer (* 30. Januar 1907 in Hollage; † 29. April 1983) war ein deutscher Bildhauer aus Osnabrück (Niedersachsen).

## Leben
Georg Hörnschemeyer wurde in Hollage geboren, das seit 1972 ein Ortsteil der Gemeinde Wallenhorst im Landkreis Osnabrück ist. Seine Familie stammt vom ehemaligen Hörnschen Hof, einem Meierhof in Wallenhorst, ab.
Nach der Schulausbildung erlernte er von 1921 bis 1925 das Bildhauerhandwerk bei Jakob Holtmann, der als Dombildhauer am Dom St. Peter in Osnabrück tätig war. Nach mehrjähriger Wanderzeit studierte Hörnschemeyer an der Akademie der Bildenden Künste München. Nach Ende des Zweiten Weltkriegs ließ er sich in Osnabrück nieder. Er heiratete Maria Caesmann (* 1923), die 1971 starb.
Hörnschemeyer starb 1983 im Alter von 76 Jahren. Er wurde auf dem Alten Friedhof in Bad Iburg beigesetzt. Dort befand sich bereits das Grab seiner Frau Maria und weiterer Mitglieder der Familie seiner Frau. Für die Familiengrabstätte hatte Hörnschemeyer den Grabstein gestaltet.

## Werke
Besonders bekannt wurde Hörnschemeyer als Schnitzer von Weihnachtskrippen in Form der so genannten Osnabrücker Blockkrippen. Sie bestehen aus einem Holzstück. Er stattete eine Vielzahl von römisch-katholischen Kirchen mit seinen Arbeiten aus, darunter auch mit Kruzifixen und Kreuzwegstationen. Hörnschemeyer arbeitete in Holz, Stein und Bronze.
Zu seinen Werken im Öffentlichen Raum gehört der Schäferbrunnen auf dem Rosenplatz in Osnabrück. Der Brunnen, der nach dem Schäfer Adolf Heinrich Ströker auch als Strökerbrunnen bezeichnet wird, war 1904 errichtet worden. Er trug eine Plastik von Lukas Memken (1860–1934), die nach einer Metallsammlung während des Zweiten Weltkriegs eingeschmolzen wurde. Hörnschemeyer schuf 1950 als Ersatz einen Guten Hirten aus Sandstein.
Ebenfalls schuf er etwa um 1952 den Flora-Brunnen oder auch Hildegardius von Haste bzw. Brunnenmadonna. Die „Flora“ hält in ihren Armen Blumengaben und das Osnabrücker Stadtwappen und die Brunnenschale ist aus Naturstein gefasst.
In der Kirche St. Michael in Pinneberg (Schleswig-Holstein) befindet sich ein Kruzifix aus dem Jahr 1957. Hörnschemeyer schnitzte außerdem die Kreuzweg-Stationen für die Kirche.
Auch für die während des Zweiten Weltkriegs ausgebrannten Kirche St. Franziskus in Hamburg fertigte er Kreuzwegstationen an, außerdem eine Herz-Jesu-Statue. 1958 erhielt die im Zweiten Weltkrieg stark zerstörte Osnabrücker Herz-Jesu-Kirche eine von ihm angefertigte St.-Josefs-Statue.
1960 schnitzte er eine Blockkrippe, die er dem Osnabrücker Bischof Helmut Hermann Wittler schenkte. Sie wird regelmäßig in Krippenausstellungen gezeigt. Seit 1965 befindet sich eine Krippe aus Hörnschemeyers Werkstatt in der katholischen Pfarrkirche St. Marien in Quakenbrück. Auch in Merzen ist eine Kirche mit einer Krippe von Hörnschemeyer ausgestattet. Sie besteht jedoch aus Einzelfiguren.

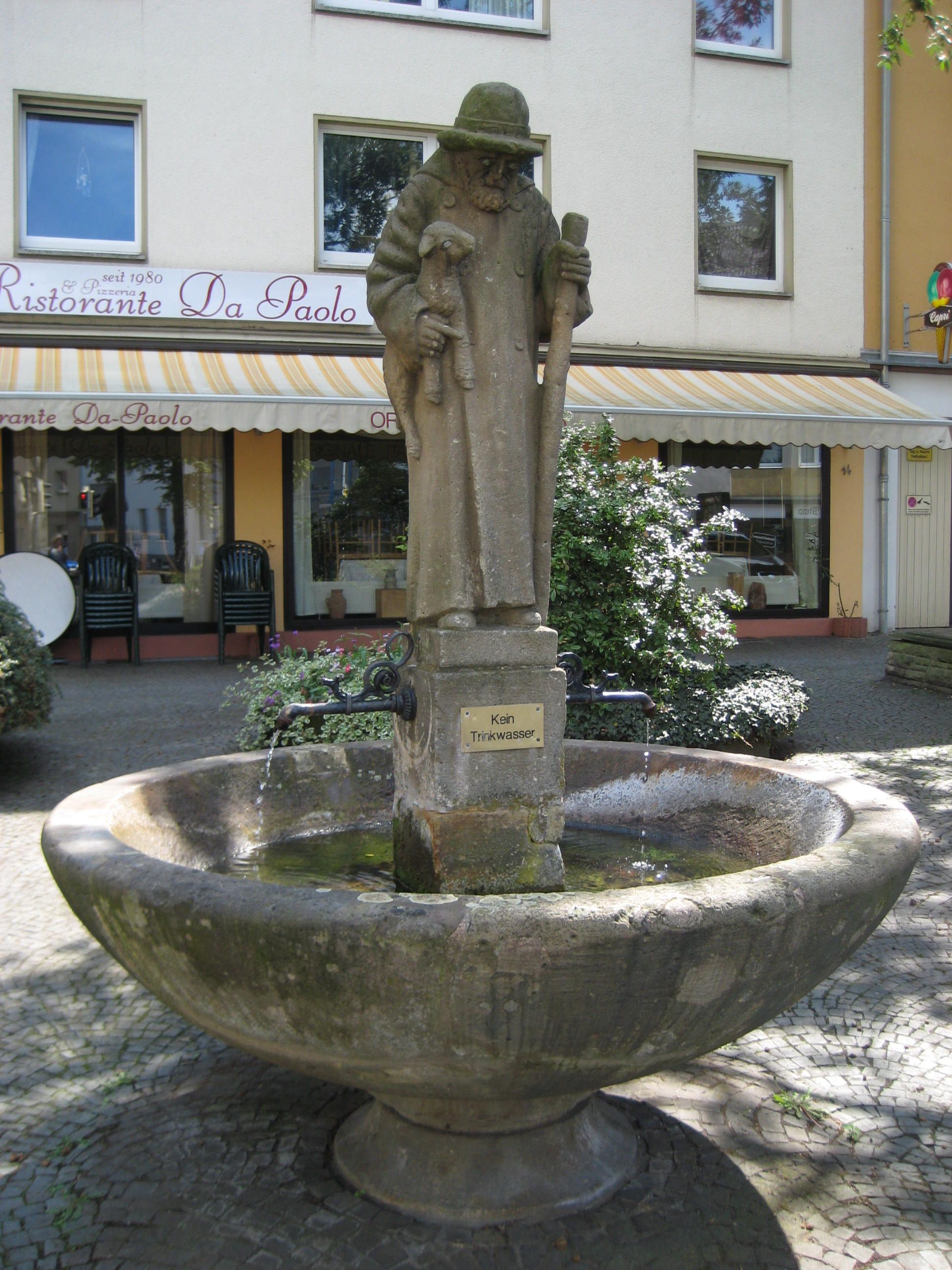
Schäferbrunnen auf dem Rosenplatz in Osnabrück
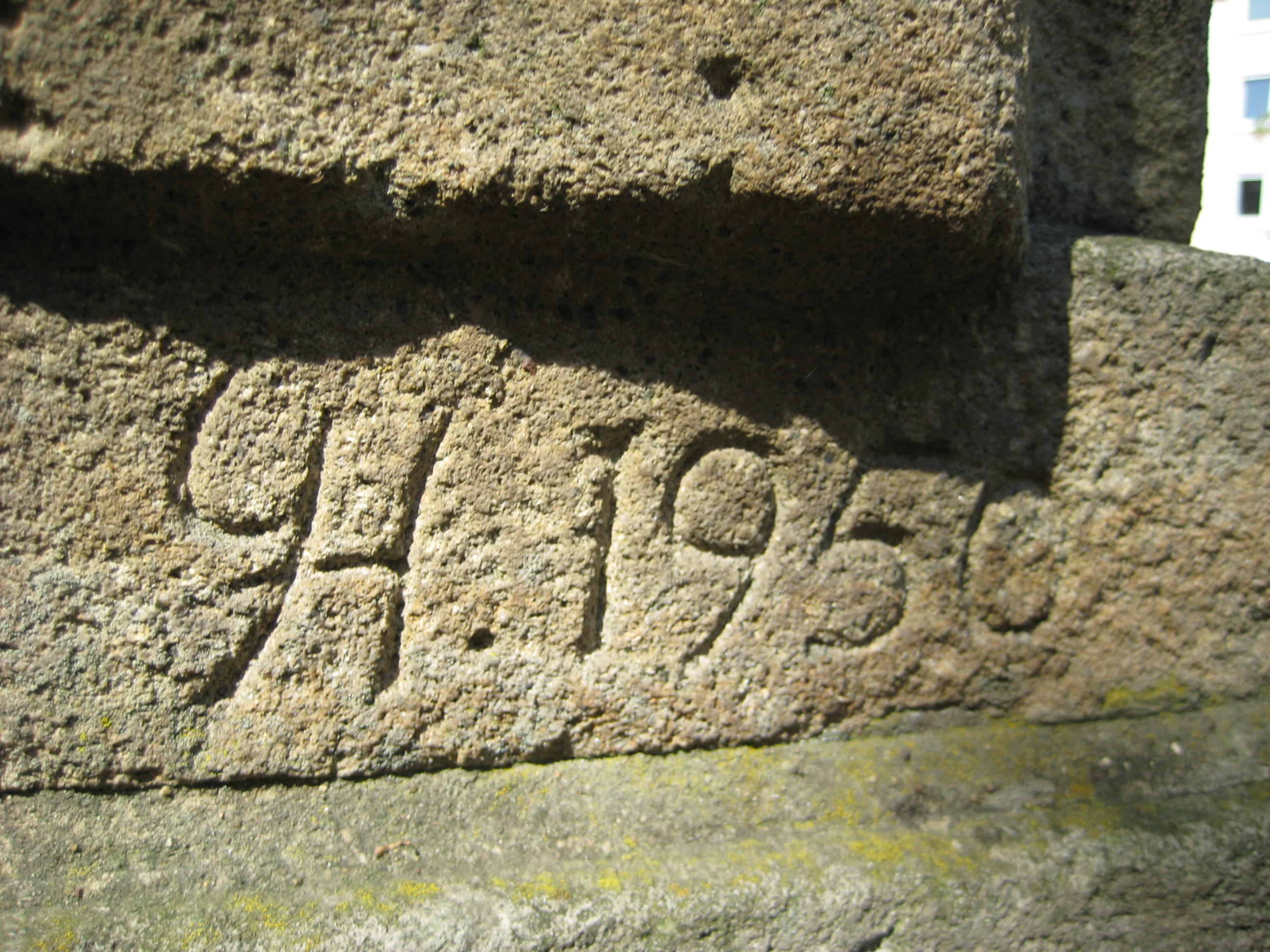
Signatur von Georg Hörnschemeyer am Schäferbrunnen
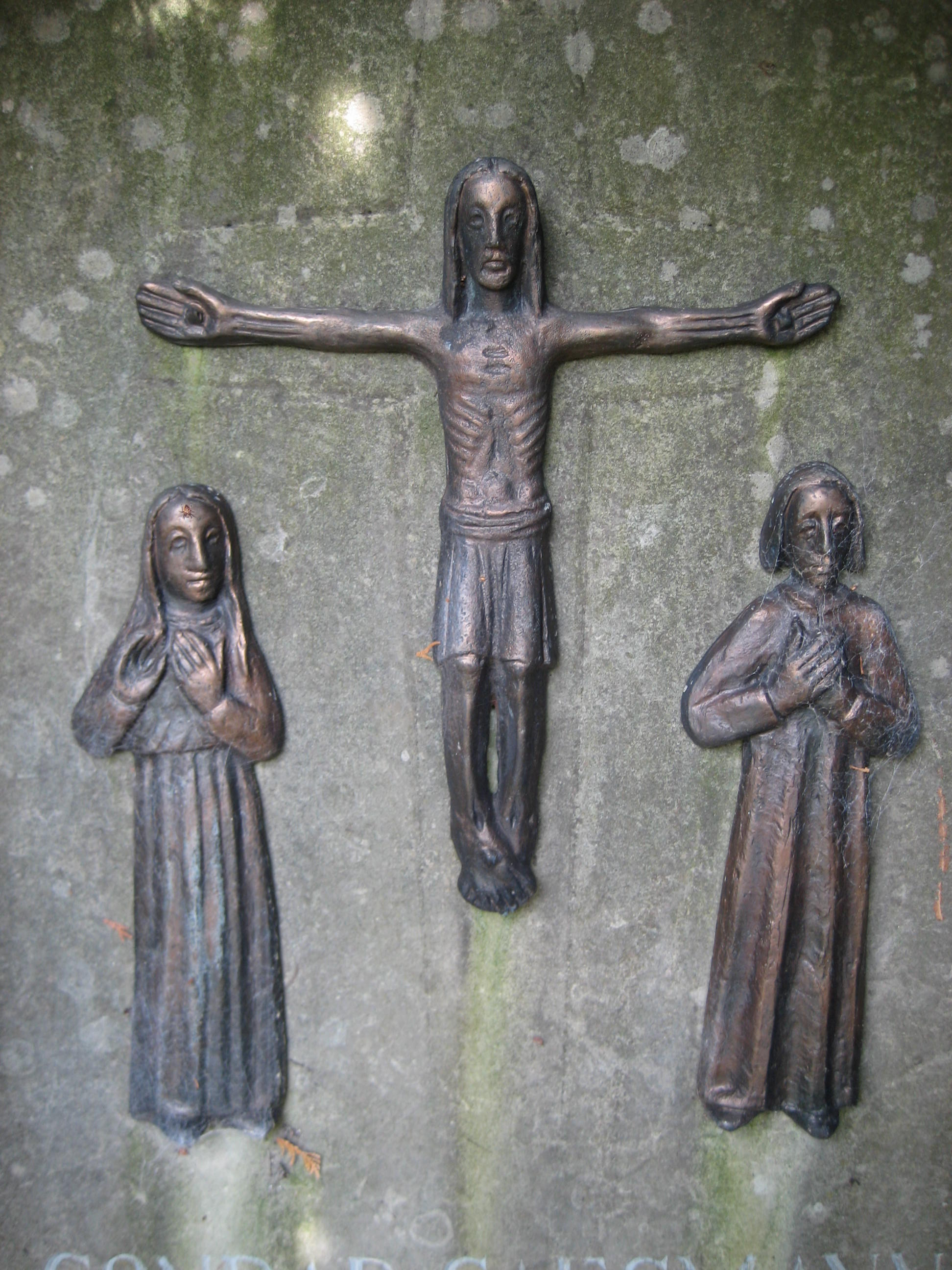
Grabstein auf dem Alten Friedhof in Bad Iburg
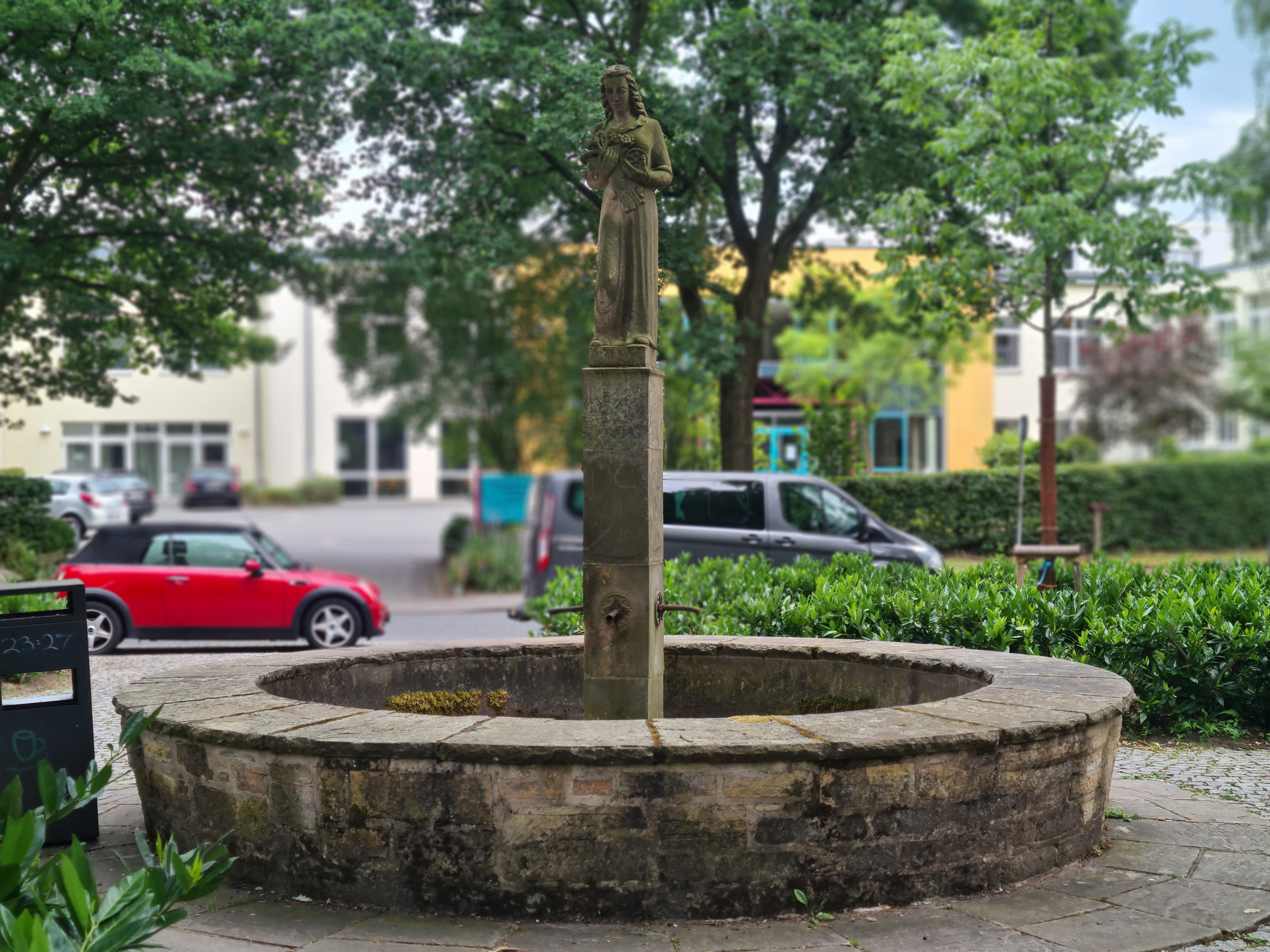
Flora-Brunne vor der Agrarwissenschaftlichen Hochschule in Haste, Osnabrück